# Codia ferruginea
Codia ferruginea är en tvåhjärtbladig växtart som beskrevs av Brongn. & Gris. Codia ferruginea ingår i släktet Codia och familjen Cunoniaceae. Inga underarter finns listade i Catalogue of Life.